# Hemerocallis nana
Hemerocallis nana är en grästrädsväxtart som beskrevs av William Wright Smith och George Forrest. Hemerocallis nana ingår i släktet dagliljor, och familjen grästrädsväxter. Inga underarter finns listade i Catalogue of Life.